# 大人ロック
『大人ロック』（おとなろっく）は、藤井フミヤ21枚目のオリジナル・アルバム。2016年7月13日に、 Chaya-zaka Records/SPACE SHOWER MUSICから発売された。

## 概要
オリジナル・アルバムとしての前作『Winter String』から約4年ぶりのアルバム。
16年所属したソニー・ミュージックアソシエイテッドレコーズを離れ、本作からインディーズへ転向。
本作を携えた同タイトル全国ツアーを2016年9月10日～12月3日まで開催。

## リリース形態
ファンクラブ生産限定盤・初回生産限定盤・通常盤の3形態で発売。
- ファンクラブ生産限定盤は、2015年12月24日にBillboard Tokyoで開催された、「Christmas Premium Live」CD付の2枚組仕様。
- 初回生産限定盤は、「GIRIGIRIナイト」「愛しいゴースト」2曲のMusic Videoを収録したDVD付の2枚組仕様。
- 通常盤は、ボーナス・トラックを12曲目に収録。

## 収録曲
| #         | タイトル                                  | 作詞       | 作曲       | 編曲                                | 時間  |
| --------- | ----------------------------------------- | ---------- | ---------- | ----------------------------------- | ----- |
| 1.        | 「この空の真下で」                        | 藤井フミヤ | 大島賢治   | 大島賢治                            | 3:57  |
| 2.        | 「GIRIGIRIナイト」                        | 藤井フミヤ | 大島賢治   | 大島賢治                            | 3:40  |
| 3.        | 「愛しいゴースト」(Strings：村田泰子)     | 藤井フミヤ | 屋敷豪太   | 大島賢治                            | 4:47  |
| 4.        | 「エデンの起源」                          | 藤井フミヤ | 松本孝弘   | 大島賢治                            | 4:14  |
| 5.        | 「どっちでもいいよ」                      | 藤井フミヤ | coba       | 大島賢治                            | 3:05  |
| 6.        | 「ひとりごと」                            | 藤井フミヤ | 松本孝弘   | 大島賢治                            | 4:32  |
| 7.        | 「消えないキャンドル」(Strings：村田泰子) | 藤井フミヤ | 藤井フミヤ | 増本直樹                            | 4:13  |
| 8.        | 「命の名前」                              | 藤井フミヤ | coba       | 大島賢治                            | 4:27  |
| 9.        | 「友よ」                                  | 藤井フミヤ | 藤井尚之   | 大島賢治                            | 5:19  |
| 10.       | 「ふるさと」                              | 藤井フミヤ | 大島賢治   | 大島賢治                            | 4:19  |
| 11.       | 「最終目的地」                            | 藤井フミヤ | 屋敷豪太   | 大島賢治                            | 4:14  |
| 12.       | 「シンデレラ」(BONUS TRACK)               | 近田春夫   | 近田春夫   | The TRAVELLERS&中村達也・藤井フミヤ | 2:43  |
| 合計時間: | 合計時間:                                 | 合計時間:  | 合計時間:  | 合計時間:                           | 49:30 |

| #  | タイトル                        | 作詞 | 作曲・編曲 |
| -- | ------------------------------- | ---- | ---------- |
| 1. | 「GIRIGIRIナイト」(Music Video) |      |            |
| 2. | 「愛しいゴースト」(Music Video) |      |            |

### 楽曲解説
1. この空の真下で
2. GIRIGIRIナイト
3. 愛しいゴースト
4. エデンの起源
5. どっちでもいいよ
6. ひとりごと
7. 消えないキャンドル
8. 命の名前
9. 友よ
唄：藤井フミヤ&憲武とヒロミ
10. ふるさと
11. 最終目的地
12. シンデレラ ≪BONUS TRUCK≫【COOLSトリビュート・アルバムより】
通常盤のみ